# Rasopone
Rasopone (лат. ) — род муравьёв (Formicidae) из подсемейства Ponerinae, который ранее включался в состав рода Pachycondyla. Около 10 видов. Центральная и Южная Америка.

## Описание
Среднего размера муравьи. Длина рабочих особей от 4 до 12 мм, коричневого и чёрного цвета. Усики 12-члениковые. Глаза средних размеров. Мезоплеврон не разделён поперечной бороздкой. Метанотальная бороздка редуцирована. Стридуляторный орган на претергите A4 отсутствует. Мандибулы треугольные с 7-12 зубцами на жевательном крае. Проподеум без шипиков или зубцов. Задние ноги с одной гребенчатой и одной простой голенной шпорой. Стебелёк между грудкой и брюшком состоит из одного узловидного членика петиоля. Брюшко с перетяжкой между 1-м (A3) и 2-м (A4) сегментами. Обнаружены в различных условиях, на открытых биотопах, лугах и пастбищах, на плантациях какао и кофе, в подстилочном слое тропических лесов Нового Света. Хищники, охотятся на членистоногих. Семьи малочисленные.

## Систематика
Около 10 видов, которые ранее включались в состав рода Pachycondyla. В 2009 году Крис Шмидт (Schmidt, 2009), проведя молекулярно-генетический филогенетический анализ подсемейства понерины включил род Rasopone в состав родовой группы Ponera genus group (Ponerini). Pseudoneoponera сходен с родами Austroponera, Hypoponera, Neoponera и Pseudoponera.
В 2020 году была проведена первая ревизия род и описаны новые для науки виды. Несколько видов в 2020 году были перенесены из Rasopone в род Mayaponera: M. arhuaca, M. becculata, M. cernua, M. conicula, M. longidentata, M. pergandei.
- Rasopone arhuaca (Forel, 1901)
  - → M. arhuaca
- Rasopone becculata (Mackay & Mackay, 2010)
  - → M. becculata
- Rasopone breviscapa (Mackay & Mackay, 2010)
- Rasopone cernua (Mackay & Mackay, 2010)
  - → M. cernua
- Rasopone conicula (Mackay & Mackay, 2010)
  - → M. conicula
- Rasopone costaricensis Longino & Branstetter, 2020[4]
- Rasopone cryptergates Longino & Branstetter, 2020
- Rasopone cubitalis Longino & Branstetter, 2020
- Rasopone ferruginea (Smith, F., 1858)
- Rasopone guatemalensis Longino & Branstetter, 2020
- Rasopone longidentata (Mackay & Mackay, 2010)
  - → M. longidentata
- Rasopone lunaris (Emery, 1896)
- Rasopone mesoamericana Longino & Branstetter, 2020
- Rasopone minuta (Mackay & Mackay, 2010)
- Rasopone panamensis (Forel, 1899)
- Rasopone pergandei (Forel, 1909)
  - → M. pergandei
- Rasopone pluviselva Longino & Branstetter, 2020
- Rasopone politognatha Longino & Branstetter, 2020
- Rasopone rupinicola (Mackay & Mackay, 2010)
- Rasopone subcubitalis Longino & Branstetter, 2020
- Rasopone titanis Longino & Branstetter, 2020

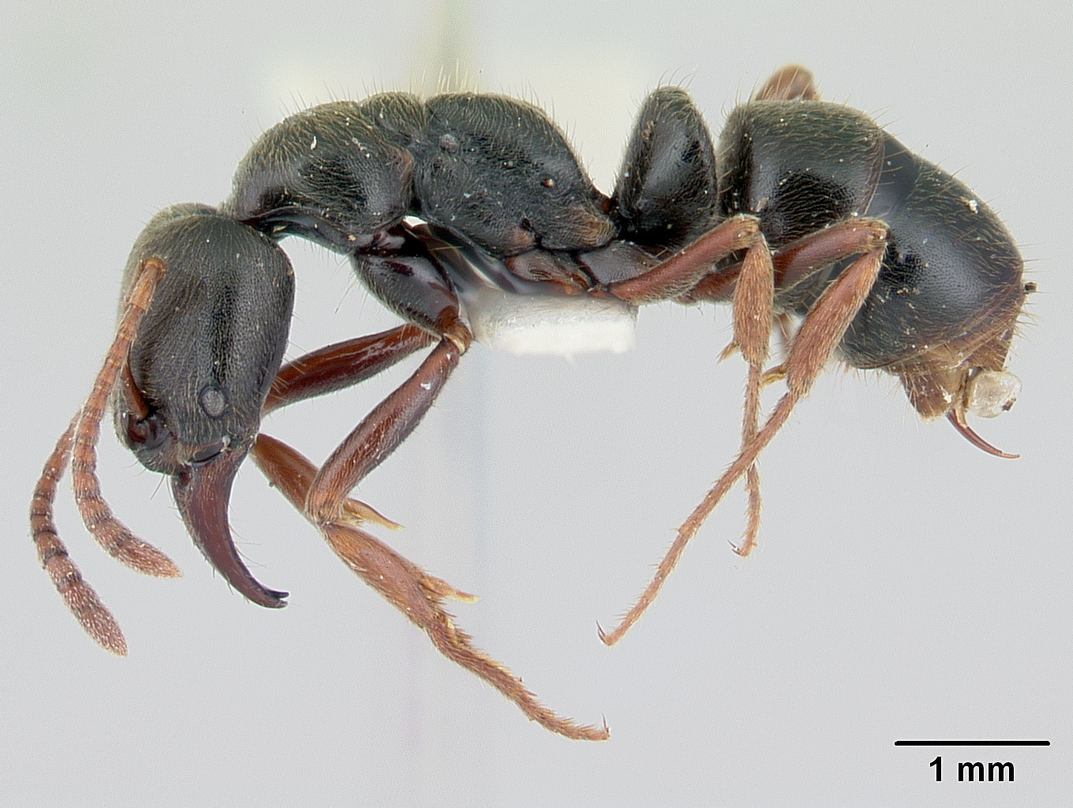
Rasopone pergandei = Mayaponera pergandei
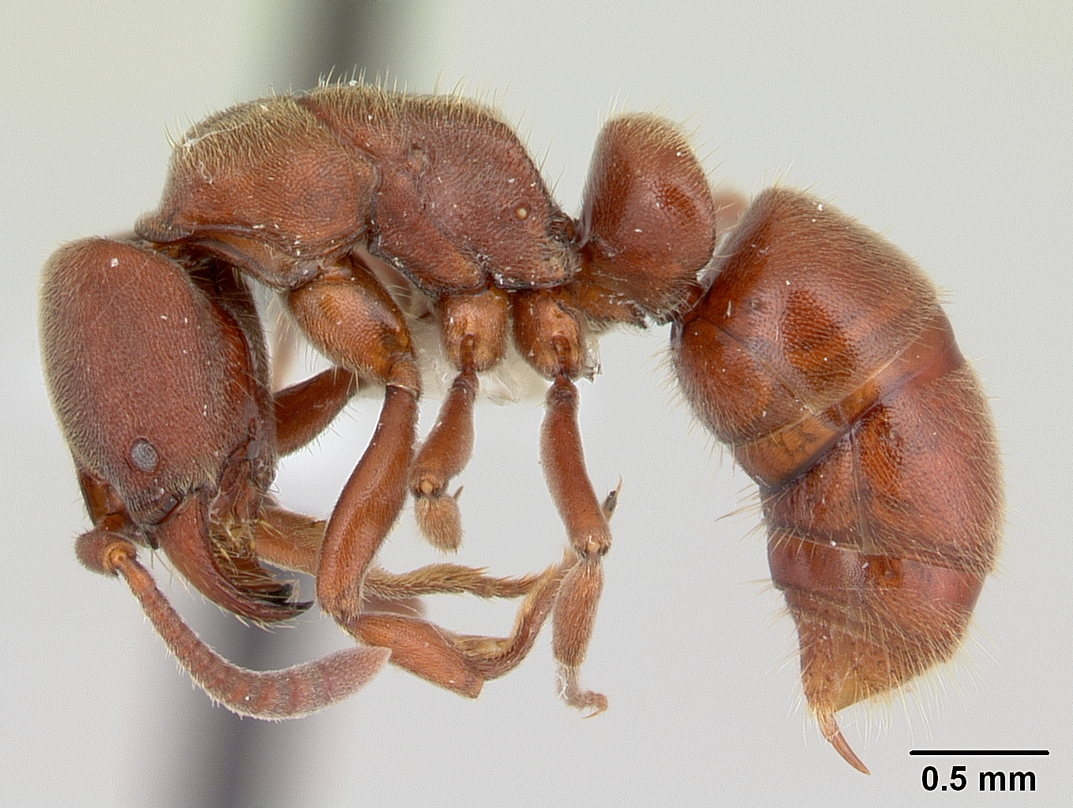
Rasopone lunaris